# Антуан I де Крой
Антуан I де Крой (фр. Antoine I de Croÿ; ок. 1385/1390 — 21 сентября 1475), по прозвищу Великий Крой (le Grand Croÿ), граф де Шато-Порсьен и де Гин, барон де Ранти, Борен, Сенеген, Авен, Бомон и Монкорне, сеньор де Шьевр и дю Рё, пэр Эно — бургундский военачальник и государственный деятель.

## Биография
Третий сын Жана I де Кроя и Марии де Кран. Первый представитель пикардийского дома де Крой, обосновавшийся в Нидерландах. Прозвище получил, благодаря большому влиянию, которое имел на герцога Филиппа III Доброго.
После гибели отца и старших братьев в битве при Азенкуре унаследовал семейные владения: сеньории Крой, Ранти, Сенеген.
Поступил на службу к герцогам Бургундским, отличился в правление Жана Бесстрашного, при котором внес вклад в победу в кровопролитном сражении с льежцами при Оте в 1408 году.
В 1417 году командовал ротой из 17 оруженосцев и 22 арбалетчиков.
Верно служил Филиппу Доброму, который выбрал его крестным отцом для своего сына графа де Шароле. 11 ноября 1433 вместе с графом Этампа Антуан был восприемником при крещении принца.
В 1419 году отвоевал город Руа. Сопровождал герцога при подписании договора в Труа в 1420 году. В том же году с Жаном де Люксембургом сопровождал герцога при взятии Крепи, и получил губернаторство в Кротуа. В 1421 году сражался в битве при Монс-ан-Вимё. В 1422 овладел замком Доммар, принадлежавшим его деду по матери. В 1423 сопровождал Филиппа в походе на помощь герцогу Брабантскому против герцога Глостера, оспаривавшего владение. По возвращении из похода привёл в Пикардию свою роту, силой в 120 тяжеловооруженных всадников и 160 стрелков, и находился в Амьене в апреле 1423, когда Филипп принимал в этом городе герцога Бретонского.
В 1425—1426 под командованием графа де Сен-Поля воевал в Эно с англичанами герцога Глостера, а в 1427 году участвовал в битве при Брауверсхафене, победа в которой обеспечила Филиппу Доброму наследство Якобы Баварской.
Участвовал в военных операциях против Монтеро, Вильнёв-Ле-Руа, Мелёна, Сен-Рикье и многих других.
В 1430 году, во время осады Компьена, герцог поставил Антуана во главе отрядов, призванных отразить атаку льежцев, пришедших на помощь войскам короля Карла VII и вторгшихся в графство Намюр. Сеньор де Крой во главе 900 тяжеловооруженных всадников прибыл в графство, взял Флоренн и ещё несколько крепостей и заставил противника подписать перемирие.
В 1435 году был среди сеньоров, подписавших Аррасский договор.
Участвовал в первой осаде Арраса. Не дожидаясь подхода основных бургундских сил, с одной ротой, составленной из отборных рыцарей Фландрии и Пикардии, проводил рекогносцировку под стенами крепости. Англичане произвели вылазку таким количеством, что де Крою пришлось бежать до самого Ардра.
Во время осады Кале в 1436 году вместе с графом Этампа командовал отрядом из 5 000 человек.
30 августа 1439 Антуан был назначен хранителем мира между королём Сицилии и графом Водемона.
В 1445 назначен капитан-генералом графства Намюр, где собрал войска для борьбы с набегами Эврара де Ла Марка. В 1452 участвовал в подавлении Гентского восстания. В 1454 был среди рыцарей, принесших в Лилле клятву фазана.
В 1456 был направлен к Карлу VII в составе посольства, представившего 27 ноября в Сен-Семфорьен д’Озоне объяснения герцога по поводу предоставления убежища дофину Людовику, и пытавшегося примирить короля с сыном. Вероятно, к этому времени относится начало вражды Карла Смелого с домом де Крой, ставшей результатом интриг Людовика.

## Должности

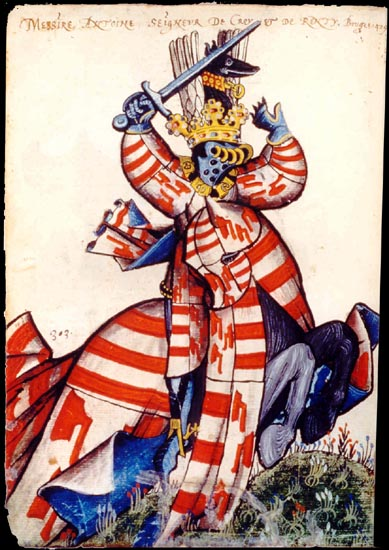
Антуан де Крой. Большой рыцарский гербовник ордена Золотого руна

Верная служба была вознаграждена должностями советника (1425) и первого камергера (1448), капитан-генерала армии и генерального наместника Нидерландов. Кроме этого Антуан де Крой был шателеном замка Намюр (29.03.1418), губернатором графства Намюр, заместителем губернатора и капитан-генералом герцогства Люксембург (1452), шателеном и наместником во фьефах области Далем и герцогства Люксембург (13.03.1451), капитаном и шателеном Ата (23.02.1459), шателеном и управляющим города, замка и области Лимбурга (10.10.1459), и прочее, и прочее.
В качестве придворного был первым служителем Палаты герцога и обладателем ключа от неё, имел там личные апартаменты, уступавшие только герцогским, был хранителем тайной печати, членом тайного военного совета и носителем боевого знамени. Он имел свой стол во дворце, где ему прислуживали, как принцу, и командовал всеми служителями Палаты в качестве заместителя герцога.
При создании ордена Золотого руна в январе 1430 в Брюгге, Антуан де Крой вошел в число первых 24 рыцарей.

## Владения
Список владений, пожалованных этому сеньору герцогом Бургундским и королём Франции, не уступает перечню его должностей. 20 января 1425 он получил земли и шателении Андревик и Бреденарде. 15 июля 1427 герцог передал ему Нель-ан-Тарденуа.
4 июля 1438 король Франции пожаловал сеньорию Бар-сюр-Об, а 27 июля Антуан купил у герцога Орлеанского графство Порсьен. 7 февраля того же года король Сицилии заложил сеньору де Крою землю Клермон в Аргонне за 10 000 экю, в качестве выкупа за Жана де Родемака, взятого Антуаном в плен в битве при Бюлленвиле 4 июля 1431.
От Якобы Баварской были получены графство Бомон с сеньориями Ле-Рё и Шьевр в Эно, а также сеньория Монкорне в Тьераше.
В 1461 получил от короля Франции графство Гин (зарегистрировано парламентом 18 декабря), в 1463 — должность великого магистра Франции. Потерял её в связи с войной Лиги Общественного блага.
В 1453 в обмен на денежный аванс получил от герцога Бургундского в залог города, замки, земли и сеньории Бомон, Фюме и Ревен.
Людовик XI пожаловал баронию Ардр и шателению Англь, инкорпорированные в состав графства Гин в 1465. 4 января того же года Антуан принес королю оммаж за баронию Розе, включенную в графство Порсьен, а вскоре получил от Людовика земли Васси и Сен-Дизье.

## Опала
Вместе с братом Жаном де Шиме, и сыном последнего, Филиппом де Кьевреном, был обвинен Карлом Смелым в заговоре против государства и злоумышлении против него лично, когда он ещё был графом Шароле. Карл Смелый заявлял о сговоре этих сеньоров с королями Англии и Франции, и другими врагами, и попытках очернить его перед отцом. В действительности, герцог не простил им советов, данных Филиппу Доброму относительно возвращения королю Франции городов на Сомме, полученных по Аррасскому договору. По договору, заключенному братьями де Крой с французскими представителями в начале 1463 года в Эдене, король Франции выкупил эту область за 400 000 экю.
Людовик XI привлек на свою сторону фаворитов Филиппа Доброго, назначив Антуана великим магистром своего дома, и передав ему в 1463 году в управление города на Сомме (Сен-Кантен, Перонну, Амьен и Абвиль). В 1464 году Карл, приобретавший все большее влияние, добился отстранения Антуана от придворных должностей, а «когда герцог совсем одряхлел», изгнал сеньоров де Крой, лишил их должностей и наложил секвестр на их владения. Семейство де Крой перебралось в Турне, принадлежавший Франции, и апеллировало к капитулу ордена Золотого руна. Карл Смелый в ответ по своему интерпретировал орденский статут, заявив, что обвинения в государственной измене не могут рассматриваться рыцарским жюри, но подлежат лишь ведению суверена ордена. Впоследствии этим решением, как прецедентом, воспользовался герцог Альба, отклонивший апелляцию графов Эгмонта, Хорна и Хогстратена к орденскому капитулу.
Людовик XI в 1467 отобрал у Антуана Васси и Сен-Дизье, взамен передав ему соляной сбор с Порсьена и Кормиси в 1469, и с Нуайона в 1471.

## Прощение
В 1473 году престарелый Антуан де Крой явился к Карлу Смелому на капитул в Валансьене, и, бросившись ему в ноги, при посредничестве племянника, сеньора де Рюбампре, испросил прощения и возврата земельных владений. В следующем году Людовик пожаловал ему пенсион в 600 ливров за Сен-Дизье.
Умер в 1475 году, исполненный годами и славой, и был погребен в капелле Шато-Порсьена.

## Семья
1-я жена Мария де Рубе, дама д’Обанкур (ум. до 1432), дочь Жана V де Рубе, сеньора ван Херзеле, и Аньес де Ланнуа
Дочь:
- Маргарита (Мария) де Крой. Муж (1432): Генрих IV, бургграф Монфорта (ум. 1459)

2-я жена (5.10.1432): Маргарита Лотарингская (ум. до 1477), дама д’Арсхот, Хеверле и Бьербек, дочь Антуана Лотарингского, графа де Водемон, и Марии д’Аркур. Кроме сеньорий, по этому браку в дом де Крой перешла должность наследственного сенешаля Брабанта
Дети:
- Филипп I де Крой (ум. 1511), граф де Порсеан. Жена (1455): Жаклин де Люксембург (ум. 1518), дочь Луи де Люксембурга, графа де Сен-Поль, коннетабля Франции, и Жанны де Бар
- Жанна де Крой (01.1435—18.06.1504). Муж (21.03.1454): Людвиг I Чёрный, пфальцграф фон Цвайбрюккен унд Фельденц (1424—1489)
- Жан III де Крой (1436—1505), сеньор дю Рё. Жена (24.05.1459): Жанна де Крезек (ум. ок. 1498), дочь Жана IV де Крезека и Бонны де Фромессан
- Шарль де Крой (ум. в юности)
- Мария де Крой. Муж 1) (13.09.1461): Вильгельм II фон Лооз, граф фон Бланкенхейм (1441—1469); 2) (1472): граф Георг фон Фирнебург (ум. 1486/1488)
- Изабо де Крой (ум. ок. 1523), дама де Бар-сюр-Об и де Флоренн. Муж (ок. 1480): Гийон д’Эстутвиль, сеньор де Муайон (ум. 1512/1513)
- Жаклин де Крой (ум. 1486). Муж (14.05.1472): барон Жан IV де Линь (ок. 1435—1491)
- Жанна де Крой (ум. 1512), аббатиса в монастыре кордельеров Сен-Марсель в Париже

Бастарда от Марии ван Глим:
- Жанна (р. ок. 1450), бастарда де Крой. Муж: Жак д’Аверо (ум. 1457)